# Kàkapo
El kàkapo (Strigops habroptilus, del maori kākāpō, que significa lloro nocturn), és una espècie d'ocell de la família dels lloros de Nova Zelanda (Strigopidae), nocturn i endèmic de Nova Zelanda. És famós per ser l'únic lloro del món no volador, el més pesat, i l'únic lloro que té un sistema de cria del tipus lek. És també un dels ocells més longeus. És l'única espècie del gènere Strigops i subfamília Strigopinae.
Els kàkapos estan en perill crític d'extinció, amb només 91 exemplars vius reconeguts, tots ells classificats. En la prehistòria, l'antic kàkapo va migrar a les illes de Nova Zelanda, i a causa de l'absència de depredadors, va perdre la capacitat de volar. Amb la colonització polinèsia i europea, i la introducció de predadors com gats, rates i erminis, gairebé tots els kàkapos van ser exterminats. Els esforços per la seva protecció i conservació van començar en 1890, però van mancar d'èxit fins a la implantació del Pla de recuperació del kàkapo en 1980. Tots els supervivents estan guardats en dues illes lliures de depredadors, l'Illa Chalky al sud-oest de Fiordland i a l'Illa Codfish, prop de l'Illa Steward, on són controlats de prop.